# 뤼티 (취리히주)
뤼티(독일어: Rüti, 때때로 다른 ‘뤼티’와 구별하기 위해 뤼티 ZH로 표기됨)는 스위스의 도시이자, 취리히주의 힌빌구에 있는 시정촌이다. 요나강이 마을을 가로질러 흐른다.

## 역사
807년, 뤼티의 분기 페크스빌은 장크트갈렌 수도원의 문서에서 처음 언급되었다. 독일 황제 오토 2세(972)의 문서에서 시정촌은 Riutun, Roden(= 숲을 농지로 전환)에 해당하는 고대 독일어 단어로 설명되었으며, 나중에 Rüti라는 이름으로 바뀌었다. 1206년에 뤼티 수도원은 레겐스베르그 공작 뤼톨트 4세에 의해 헌정되었으며, 현재의 개혁 교회인 건물은 1283년에 완공되었다. 1408년에 뤼티와 Premonstratensian 수도원은 이른바 취리히 시정부의 통치하에 있는 그뤼닝겐 영지가 되었다. 1525년(취리히의 종교개혁) 수도원은 1798년까지 엠트만 (취리히 정부의 일원)에 의해 세속화되어 엠트 뤼티로 관리되었다.
16세기 중반에 뤼티는 취리히 개혁가들과 뤼티 수도원의 전 승려들이 설립한 최초의 공립 학교 중 하나를 취리히주에 받았다. 1866년 종교 개혁 이후 취리히 고원에서 첫 번째 가톨릭 미사가 거행되었다. 탄 ZH (정치적으로 뒤른텐시의 일부)에 가톨릭 교구 교회가 1963년에 세워졌다.

## 지리
뤼티의 면적은 10.06k㎡이다. 이 지역의 36.4%는 농업용으로 사용되며 35.4%는 산림이다. 나머지 토지 중 26.9%는 정착지(건물 또는 도로)이고 나머지(1.4%)는 비생산적(강, 빙하 또는 산)이다. 1996년 주택과 건물이 전체 면적의 19.9%를 차지했고, 나머지는 교통 기반시설(7%)이 차지했다. 전체 비생산 지역 중 물(하천과 호수)은 면적의 0.8%를 차지했다. 2007년 현재 전체 시정촌 면적의 25.9%가 어떤 형태로든 건설되고 있다.
시정촌은 요나강과 슈바르츠강이 합류하는 지점에 있다. 여기에는 Weid, Moos, Weier 및 Fägswil의 작은 마을이 포함된다. 그것은 투르가우를 통해 아인지델른 수도원으로 가는 순례 경로를 따라 다리에 세워진 뤼티 수도원 주변에서 자랐다.

## 경제
중세부터 수력발전은 요나강을 따라 물레방아를 만드는 데 사용되었고, 나중에는 섬유 생산 시설에 사용되었다. 19세기 초, 뤼티는 취리히 주의 남동부 산업화 중심지 중 하나였다. 1847년에는 요바이드 계곡(요나강)에 직기 공장인 카스파 호네거(Caspar Honegger)가 설립되었고, 이후에는 Maschinenfabrik 뤼티 AG와 글로벌 관계가 형성되었으며, 1990년대에는 Sulzer와 G+F 그룹이 설립되었다. 이 회사에서 생산한 직조기 컬렉션은 현재 노이탈 근처의 박물관에 보관되어 있다.
나중에 지역 병원이 된 뤼티 병원은 1875년에 지어졌다(2000년 재정적, 정치적 이유로 폐쇄됨). 지역 사회 서비스는 1897년에 활동을 시작했으며, 스위스 우편국은 1911년에 사무실을 설립했다. 오늘날 스위스 군대의 모집 센터와 취리히, 샤프하우젠 및 투르가우주의 민방위 센터는 이전 병원 건물에 있다. 뤼티에는 9개의 학교 건물과 다양한 쇼핑몰도 있다.
뤼티의 실업률은 2.77%이다. 2005년 기준으로 1차 경제 부문에 106명이 고용되어 있으며, 이 부문에 약 34개 기업이 참여하고 있다. 1,532명이 2차 부문에 고용되어 있고, 이 부문에 111개의 기업이 있다. 2,431명이 3차 부문에 고용되어 있으며, 이 부문에는 429개의 기업이 있다. 2007년 기준 노동인구의 40%가 상근직이고 60%가 시간제 근로자이다.

## 인구통계
뤼티의 인구(2020년 12월 31일 기준)는 12,494명이다. 2007년 현재 전체 인구의 21.0%가 외국인이다. 2008년 기준으로 인구의 성별 분포는 남성 49.7%, 여성 50.3%이다. 지난 10년 동안 인구는 7.4%의 비율로 증가했다. 인구 대부분(2000년 기준)은 독일어(85.5%)를 사용하며 이탈리아어가 두 번째로 많이 사용(4.6%)하고 세르보-크로아티아어가 세 번째(2.0%)이다.
2007년 선거에서 가장 인기 있는 정당은 36.1%의 득표율을 기록한 SVP였다. 다음으로 가장 인기 있는 3개 정당은 SPS (16.9%), CVP (12.2%) 및 CSP (11.5%)였다.
인구의 연령분포(2000년 기준)는 아동·청소년(0~19세)이 전체 인구의 23.8%, 성인(20~64세)이 61.5%, 노인(64세 이상)이 14.7%를 차지한다. 전체 스위스 인구는 일반적으로 교육 수준이 높다. 뤼티에서는 인구의 약 69.9%(25-64세)가 비필수 고등교육 또는 추가 고등교육(대학 또는 응용학문대학)을 완료했다. 뤼티에는 4,691세대가 있다.
2008년 현재 루티에는 3,871명의 가톨릭 신자와 4,102명의 개신교 신자가 있다. 2000년 인구 조사에서 종교는 몇 가지 더 작은 범주로 분류되었다. 2000년 인구 조사에서 41.5%는 일종의 개신교였으며, 38%는 스위스 개혁 교회에 속했고, 3.5%는 다른 개신교 교회에 속했다. 인구의 35.6%가 가톨릭 신자였다. 나머지 인구 중 7.5%는 이슬람교, 9.6%는 다른 종교(목록에 없음), 3.6%는 무종교, 8.5%는 무신론자 또는 불가지론자였다.
| 연도 | 인구  | ±% p.a. |
| ---- | ----- | ------- |
| 1634 | 139   | —       |
| 1764 | 701   | +1.25%  |
| 1850 | 1,292 | +0.71%  |
| 1900 | 4,796 | +2.66%  |

| 연도 | 인구   | ±% p.a. |
| ---- | ------ | ------- |
| 1950 | 6,647  | +0.65%  |
| 1970 | 9,546  | +1.83%  |
| 1990 | 10,513 | +0.48%  |

## 교통
1833년에 뤼티는 광역 도로망에 연결되었다(1980년대부터 오버란트 아우토반, A53 고속도로). 1859년 취리히 - 라퍼스빌 철도가 개통되어 1932년에 전철화되었으며, 현재는 취리히 S-반의 일부이다. 뤼티 ZH역은 S15 및 S5 라인의 정거장이다. 기차역은 취리히 중앙역에서 28분(S5) 거리에 있다. 퇴스탈반(취리히 S-반 노선 S26)은 뤼티에서 끝난다.

## 스포츠
Fussball 클럽 뤼티는 마을의 축구 클럽이다. 1930년에 창단된 그들은 1956년에 지어진 경기장인 Scheibenstrasse의 Schützenwiese에서 뛰고 있다. 2019-20 시즌 현재, 클럽은 스위스 축구 5부 리그인 2. Liga Interregional Group 6에서 뛰고 있다.

## 오늘날
처음으로 뤼티의 인구는 1971/1972년에 10,000명이라는 한계에 도달했다. 문화적인 측면에서 뤼티에는 다양한 클럽, 지역 박물관, 커뮤니티가 있는 도서관, 골동품 협회가 있다. 2007년에는 다양한 행사와 축제로 뤼티의 1200주년을 기념했다.